# 가리산 (강원)
가리산(加里山)은 대한민국 강원특별자치도 춘천시와 홍천군에 걸쳐 있는 산이다.
대체로 육산이고, 홍천강의 발원지 및 소양강의 수원(水源)을 이루고 있다.

## 같이 보기
- 한국의 산